# 基頓海灘

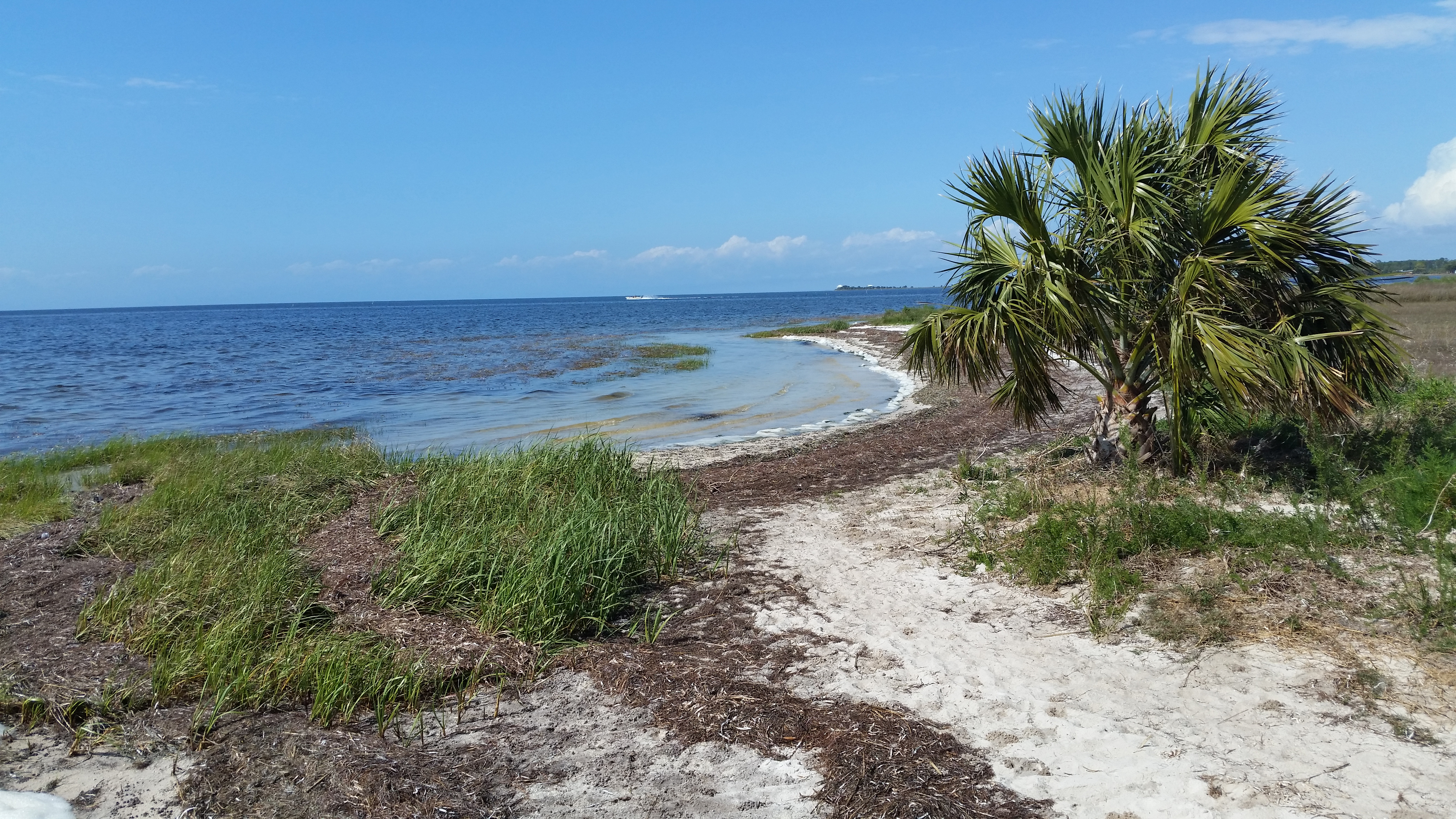
基顿海滩拥有佛罗里达州最自然且開發程度最低的海岸线之一。

基顿海滩是位於美国佛罗里达州泰勒县南部的一个墨西哥湾沿岸社区，距佩里縣以南22.5 mi（36.2 km）。

## 历史沿革
据当地历史学家称，基顿海滩是以艾伯和山姆·基顿 ( Abb Keaton；Sam Keaton) 兄弟的名字命名的，他們是已知最早定居於此的人，并被认为是该海滩的最初所有者。据信，基頓家族最初在该地区擁有棉花农场。不過，随着鲻鱼捕捞成为泰勒县蒸蒸日上的产业之一，他们的主要經濟来源逐渐转移到了捕魚業。 1900 年代初期，來自乔治亚州南部和佛罗里达州北部的居民会前來基顿海滩购买这些從沿海捕撈的鲻鱼，然后将其腌制起来以供冬季使用。因此，鲻鱼成为當地人的主食。20世纪 20年代初，拥有蓝泉溪松脂厂的 W·奥尔斯顿·"卡普恩"·布朗 （W. Alston "Cap'n" Brown）船长开始涉足该地区，使海滩真正商业化。据说基顿兄弟曾与布朗共事，而布朗为了纪念他们，将海滩命名为「基顿海滩」。多年来，基顿海滩曾有过幾位私人持有者，但目前已发展成为一个住宅区，房屋归个人家庭所有。 
基頓海灘社区最初由两栋房屋、一座凉亭、一家锯木厂、一座教堂、一家小卖部和蓝溪泉沿岸的几间工人房屋構成。亭子是布朗船长在 20 世纪初建造的，后来轉交給了沃尔特·霍华德，白天霍华德和他的搭档凯利會在这里来修理鲻鱼网。不過，亭子很快就成为了供親友晚上聚会的非商业场所。当地一家刊物曾引用一位居民的话说：「这个亭子是晚上跳广场舞的好去处」。后来，凉亭白天主要用作钓鱼营地，晚上则用作舞厅和餐厅。
1946 年，斯蒂芬斯家族从佛罗里达州麦迪逊县的克拉伦斯·凯利手中购买了基顿海滩的地产。 20 世纪 40 年代，斯蒂芬斯一家经常去基顿海滩度周末。然而，基顿海滩公司最终从斯蒂芬斯夫妇手中买下了泰勒县 337 英亩的海滩地块，其中就包括基顿海滩（土地產權包含了沙灘臨近海湾的前沿和蓝溪）及基顿海滩餐厅、凉亭和八间小屋等房產。

## 世纪风暴

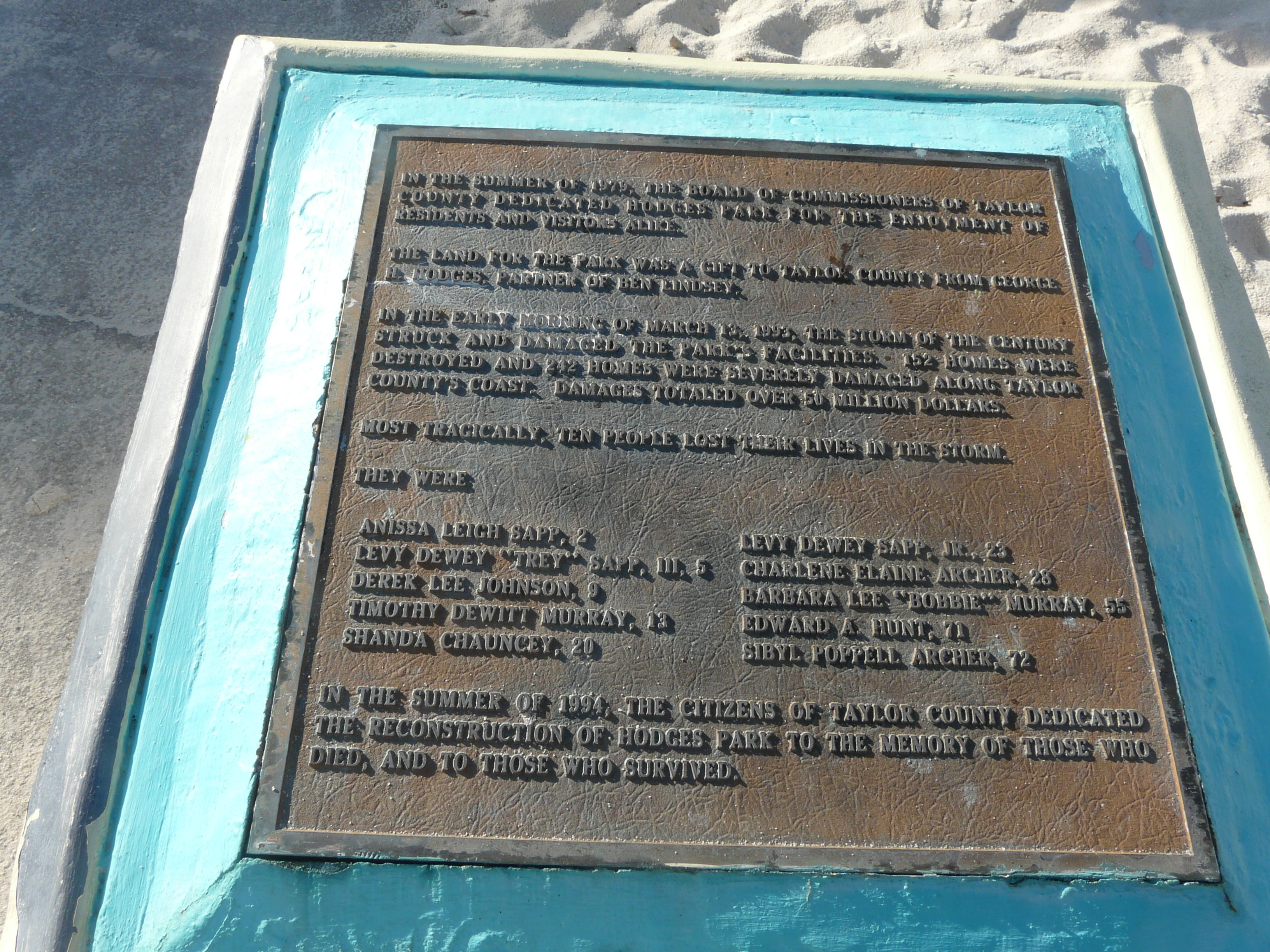
霍奇斯公园1993 年风暴遇難者紀念碑。

1993年3月13日周六清晨，“无名风暴”（也称为“世紀風暴”）在毫无预警的情况下袭击了海滩，基顿及周边海滩遭到严重破坏，邻近德克勒海灘的几名居民和游客丧生。 

## 伊达利亚飓风
2023年8月30日上午7:45左右，伊达利亚飓风在基顿海滩附近登陆。

## 現狀
基顿海滩是泰勒县主要公共海滩区的所在地，其中包括沙滩、码头和名为霍奇斯公园（Hodges Park）的儿童游乐区。基顿也是该县主要公共船坞的所在地，由泰勒县和县专员委员会拥有並負責维护。基顿海滩还是著名的夏季拾贝胜地和佛州垂钓者的青睞之地。 